# Ultima VII: The Black Gate
Ultima VII: The Black Gate es la séptima entrega de la serie de videojuegos de rol Ultima. Marca el inicio de la tercera trilogía y consta de dos partes y dos expansiones, lanzadas en 1992 y 1993. Los dos juegos Ultima VII son vistos por muchos jugadores como los de mayor puntaje de la serie, con mundos increíblemente detallados, conmovedora música medieval y sus varios personaje no-jugadores memorables. En una entrevista con Gamespot, Richard Garriot afirmó que esta entrega "fue la mejor ejecutada de la serie". También afirmaba frecuentemente que este juego, junto con Ultima IV, fueron sus favoritos.

## Primera Parte:The Black Gate
En Ultima VII: The Black Gate (1992), han pasado dos siglos desde que se resolvió la amenaza gárgola y que el Avatar fue llevado repentinamente a Britannia por un portal lunar rojo.
Al comenzar el juego, El Guardián, una criatura maligna, se mofa del Avatar diciéndole que Britannia "ha entrado en una nueva era de iluminación", y que con el tiempo gobernará Britannia. El Avatar llega a Britannia a través de un portal lunar rojo, y al llegar a Trinsic, se le pide que resuelva un asesinato ritual que ocurrió la noche anterior. Él también se entera de que se había formado "La Hermandad", una nueva filosofía religiosa liderada por un hombre llamado Batlin.
La Hermandad es muy probablemente inspirada en la Cienciología y en grupos similares de desarrollo personal y creencias; se puede decir que el juego satiriza dichos movimientos.
Este juego introdujo un mayor cambio; el juego por turnos fue abandonado por el juego a tiempo real, y toda la pantalla estaba ahora dedicada al mapa, poniendo algo encima cuando era necesario. De esta forma, fueron posibles los gráficos más grandes, mucho más detallados y ya no de los que basados en tiles. Además, el juego fue el primero de la serie que fue dirigido con el ratón; en teoría podía ser jugado sin siquiera tocar el teclado.
El mundo del juego es conocido por su interactividad; casi todo puede ser tomado, movido o se podía interactuar con ellos de alguna forma. Se puede hornear pan, forjar armas, ordeñar vacas, tocar instrumentos musicales. Se puede incluso asustar a sus compañeros al ponerse máscaras (¡pero solo si no te ven ponértela!). Este juego es también altamente no linear: aun si la aventura principal es lineal, hay muchas sub-aventuras, incluyendo una que parodia Star Trek: La Nueva Generación. Casi todas las aventuras pueden ser resueltas de dos o más maneras y se puede recorrer el mundo tanto como se quiera: desde la ciudad de Britain hasta la casa de juegos de Bucanneer's Den. Incluso se puede perder la virginidad y realizar una prueba de pureza con un unicornio como maestro.
En Ultima VII, el sistema de virtudes no estuvo tan estrictamente reforzado como lo fue en Ultima IV. En cambio, el juego simulaba una sociedad que se apega a algunas de las virtudes: los personajes no jugadores— ya sean los miembros del grupo o la gente de Britannia— reaccionaban al asesinato de inocentes y al robo cuando sea que lo ven. También el sistema de combate fue cambiado debido a al cambio del juego en tiempo real. El nuevo sistema de IA permitía al jugador elegir entre las tácticas generales para los miembros del grupo. La IA no fue perfecta, pero le ahorraba al jugador el tener que microcontrolas hasta ocho diferentes personajes en la batalla.
Partes de la historia de Ultima VII parecen inspiradas en los conflictos que el creador del juego, Origin Systems, tenía con su competidor (y luego su nuevo dueño), Electronic Arts. El principal antagonista de la historia, El Guardián, es presentado como el 'destructor de mundos', siendo el eslogan corporativo de Origin Systems precisamente la frase 'Nosotros Creamos Mundos': se podía intuir que El Guardián representaba a los intentos de Electronic Arts para destruir a la competencia. Los tres 'Generadores' malignos creados por El Guardián en el juego tomaron las formas físicas del logo contemporáneo de Electronic Arts: un cubo, una esfera y un tetraedro. Elizabeth y Abraham, dos personajes en apariencia benévolos, se descubren luego como asesinos, y curiosamente tienen las iniciales "E" y "A". El logo de EA es otra vez burlado en Ultima VIII como una objeto animado cúbico-esférico-tetraédrico.
The Black Gate fue lanzado en inglés, alemán, francés y español.

### Lista de personajes notables
Algunos de los personajes no-jugadores incluyen:
- Batlin, Elizabeth y Abraham: fundadores de La Hermandad.
- Spark, hecho huérfano por los asesinos, que se une al Avatar.
- Alagner, el hombre más sabio en Britannia
- El alquimista Caine, el alcalde Forsythe, la curandera Mordra, lady Rowena, el herrero Trent, y Horance el Liche - habitantes fantasmales de Skara Brae.
- Hook, un pirata que trabaja como asesino, y Forskis, una gárgola que trabaja para él.

### Rating
El juego es anterior a los ESRB, y como tal no fue clasificado por ellos. Los créditos del juego sí incluyen la advertencia "Voluntarily rated MP-13 (Para jugadores adultos)", pero eso no tiene necesariamente la intención de ser una clasificación seria, es más como una parodia del sistema sensor de películas de los EE. UU. Los créditos del juego han sido hechos para mirar el juego como una película tanto como sea posible, con todos las exenciones de responsabilidad estándar y los elementos encontrados en los créditos de una película. (Los créditos, notoriamente, también incluyeron la mención de que está disponible una banda sonora de Origin, mientras que no lo estuvo hasta muchos años después; en los créditos de Ultima VII Segunda Part: La Isla Serpiente dice: "Soundtrack CD NOT available from Origin, so don't ask!" (Banda sonora no disponible de Origin, ¡así que no pregunte!))
Cuando al final fue lanzado en un CD como el "Completo Ultima VII" fue clasificado T para adolescentes (Teen) por la ESRB para "Animación Sangriente y Violenta".

### ExpansiónForge of Virtue
Forge of Virtue fue un expansion pack que añade una aventura a Ultima VII en la que el Avatar debe pasar una serie de pruebas para revalidarse en los tres principio de Verdad, Amor y Coraje, y destruir los últimos remanentes de Exodus.
Al jugador se le recompensa con una poderosa arma, La Espada Negra. El Avatar también gana máxima fuerza, inteligencia y destreza en el curso de las pruebas, y Lord British le concede al jugador doble fuerza como corona de todo.
En los últimos lanzamientos de Ultima VII este añadido fue siempre incluido.

## Segunda Parte:Serpent Isle
Ultima VII Segunda Parte: Serpent Isle fue lanzada en 1993. Mientras el Avatar destruye el Portal Lunar Negro para que el Guardián llegara por allí, Batlin huye hacia la Isla de la Serpiente. Los Guerreros del Destino persiguen al fanático granuja y encuentran una extraña tierra que tiene muchas costumbres muy diferentes a Britannia: una isla grande y helada, solo colonizada por hombres, con muchos restos de una antigua cultura donde las serpientes jugaban un papel central.
Se especuló que las diferencias entre Britannia y la Isla de la Serpiente tuvieron la intención de poner en paralelo las diferencias entre el Reino Unido y los Estados Unidos. Los residentes de la Isla de la Serpiente que eran familiares con su historia abrigan un odio intenso por Lord British y las Virtudes, creyéndolas opresivas. Además, los antiguos restos de la cultura Ofidia (en gran parte ignorada por la población) parece hacer eco al reclamo de los Nativos Americanos en los Estados Unidos.
Este es el primer juego de la serie que tiene lugar fuera de Britannia como se ha conocido desde Ultima IV. También es más lineal que las primeras partes — a diferencia de los primeros juegos en donde tenía poca importancia el orden en que las aventuras secundarias eran completadas; la nueva aproximación hace posible dar al juego una mejor trama de la historia, mientras que al mismo tiempo limitan las opciones del jugador.
Debido a que la mayor parte del código del juego fue reciclado de El Portal Negro, se decidió no llamarlo Ultima VIII; Richard Garriot había afirmado en entrevistar alrededor de 1988 que ninguna de las dos Ultimas compartían el mismo código fuente, a diferencia la competencia de ese entonces, la serie The Bard's Tale, y probablemente se sintió obligado por esta afirmación.
La trama original del juego era significativamente diferente del juego lanzado, mayormente atribuido al hecho de que Electronic Arts puso presiones al programa sobre Origin, y algunas partes tuvieron que ser cortadas para llegar a la fecha límite. La mayor parte de los cambios ocurren en la última mitad del juego. También se introdujeron agujeros mayores a la trama debido al lanzamiento presionado. Al cortar material para cumplir con la fecha límite de EA, se introdujeron muchos bugs computacionales, y muchas características del juego estuvieron incompletos o sin uso. También se crearon muchos 'caminos sin salida' en la porción completa y funcional del juego. Debido a la aproximación mucho más lineal de la Isla de la Serpiente, estos caminos sin salida frecuentemente forzaron al jugador a retroceder hacia un punto guardado mucho tiempo antes o simplemente comenzar todo de nuevo. Para decepción de muchos fanes, la Isla de la Serpiente marca el inicio de mayor influencia de Electronic Arts en la serie.

### ExpansiónSilver Seed
Esta expansión añade la historia de la Semilla de Plata al juego, en la que el grupo visita una fortaleza subterránea en la antigua civilización de la Isla de la Serpiente (probablemente en algún momento del pasado, pero no se sabe con seguridad). Se pueden encontrar en esta área y en cuevas cercanas, poderosos artículos mágicos, incluyenco un llavero, un anillo de reactivos ilimitados, y un cinturón encantado. En los últimos lanzamientos del juego, el expansion pack fue incluido, y lanzado como 'El Completo Ultima VII'.

## Cuestiones técnicas
Ambas partes de Ultima VII emplearon una extensión de administración de memoria de DOS no estándar llamada Voodoo Memory Manager. Esta no era una extensión típica de DOS; mientras que los extensores de DOS típicamente proveían características de modo protegido, Voodoo simplemente proveía un modelo de memoria plana para el modo real. Este arreglo era bastante estrafalario; se necesitaba un arreglo de memoria extendida de DOS no muy estándar para jugarlo.
Más tarde, cuando DOS comenzó a caer en desuso, Voodoo comenzó a ser algo como una prueba de tensión para la compatibilidad con DOS. Notablemente, Windows 95 y los siguientes tuvieron severos problemas cooperando con los juegos. Los lanzamientos modernos de Windows son completamente incompatibles con el juego.
Algunos fanes del juego han trabajado en mejorar la situación. Actualmente, hay varias formas de jugar el juego:
- Bajo Windows 9x, el juego puede ser ejecutado en modo DOS con un mínimo de opciones de inicio, o bajo el mismo Windows con parches desarrollados por el usuario.
- Bajo Windows NT, el juego puede ser ejecutado con parches desarrollados por el usuario.
- El juego se puede jugar en emuladores de DOS como DOSBox.
- Exult es una reimplemetación completa y gratuita del original motor de juego de Ultima VII con el que los juegos se pueden jugar en computadoras modernas y varios sistemas operativos. Mientras que las características añadidas producen una experiencia de juego que no es completamente 'auténtica', Exult se ha convertido en el método preferido de jugar Ultima VII en las computadoras modernas.

## Lanzamiento de los juegos
Las varias partes de Ultima VII han sido publicados en al menos las siguientes formas:
- Ultima VII: El Portal Negro (1992) El lanzamiento original, disponible en discos flexibles de 5.25" y 3.5".
- Ultima VII: Forge of Virtue (1992) El lanzamiento original, disponible en discos flexibles de 5.25" y 3.5".
- Ultima VII Segunda Parte: La Isla Serpiente (1993) El lanzamiento original, disponible en discos flexibles de 5.25" y 3.5".
- Ultima VII Segunda Parte: The Silver Seed (1993) El lanzamiento original, disponible en discos flexibles 5.25" y 3.5".
- Ultima VII: Edición Completa (1993) Tiene los dos juegos y las dos expansiones, disponible solo en discos flexibles de 3.5".
- El Completo Ultima VII (1994) Tiene los dos juegos y las dos expansiones en CD-ROM.
- Clásicos de Electronic Arts CD-ROM: El Completo Ultima VII (1994) Lanzamiento que tiene ambos juegos y ambas expansiones en CD-ROM. Sin documentos impresos ni baratijas; toda la documentación está en el CD-ROM, en formato PDF.
- Ultima: El Portal Negro (1994) La versión original en SNES.
- Clásicos de Electronic Arts CD-ROM: El Completo Ultima VII (1996) El mismo de 1994, pero con una caja de borde dorado.

Además, se ha publicado como parte de colecciones:
- Colección Ultima (1996) Contiene todos los juegos fundamentales de los juegos Ultima, entre Ultima I y Ultima VIII, y también Akalabeth.
- Electronic Arts Top Ten Pak (?) Incluye Ultima VII: El Portal Negro.

### Versión Super Nintendo
FCI / Pony Canyon publicó la versión SNES de Ultima VII, y simplemente la tituló Ultima: El Portal Negro, que fue creado por un pequeño equipo dentro de Origin Systems.
Esta versión fue bastante diferente del original ya que la versión para PC del juego tenía en ese entonces veinte gigantes megabytes, aunque esta versión podía usar solo un megabyte de memoria para todos los datos del juego y el programa. Los mapas y los muchos artículos útiles y las tramas habían sido rediseñadas desde cero, y el programa del juego tuvo que ser reescrito enteramente en lenguaje assembly.
El juego tenía bastante acción en tiempo real, similar a la serie La Leyenda de Zelda. El sistema grupal del juego fue descartado; en vez de eso, el Avatar hacía el recorrido solo. Además, la historia fue muy cambiada debido a las políticas de censura de Nintendo de América: en vez de asesinatos, al Avatar se le pide investigar secuestros.
Esta versión es considerada casi universalmente como inferior a la versión de PC.

### Versión GP2X
En diciembre de 2005, Puck2099 desarrolló un port de Ultima VII con Exult para GP2X.

### Versión PSP
En agosto de 2006, Gamespot reportó que Electronic Arts estaría diseñando Ultima: The Black Gate (presumiblemente un puerto de la versión de SNES) a la versión PlayStation Portable como parte de una compilación de 14 juegos, EA Replay. Está programado para su lanzamiento en los Estados Unidos el 3 de octubre de 2006. 

## Proyectos y remakes de los fanes
Exult está a la vanguardia de los proyectos de los fanes hoy en día, en ésta se puede jugar Ultima VII en máquinas modernas y a lo largo de diferentes sistemas operativos.
La disposición de las herramientas de Exult ha permitido a los fanes tomar el juego y modificarlo, hasta cierto punto. Esto ha permitido varios proyectos de traducción: Serpent Isle ha sido traducido por completo al francés, español y coreano, mientras que The Black Gate y su expansión Forgue of Virtue están siendo traducidas del mismo modo. Ciertos grupos de fanes italianos están trabajando en la traducción italiana de ambos juegos (incluidas las expansiones). La traducción al ruso de The Black Gate ya ha terminado. Los colaboradores de Exult están trabajando varios proyectos relacionados, entre los que se incluyen la inclusión de los gráficos de Serpent Isle paper doll para Black Gate y la reparación de errores en el diseño detectados en Serpent Isle que quedaron presentes en el release final del juego.
También se está trabajando en un proyecto de mayor envergadura que consiste en una migración completa de la entrega anterior Ultima VI: The False Prophet al motor de Ultima VII a fin de que pueda ser jugable por medio de Exult.
Ha habido otros intentos de remakes en otros motores de juego, pero la mayoría de ellos han sido abandonados por diversos motivos.